# Bethan Gwanas
Bethan Gwanas (de nombre real Bethan Evans; nacida el 16 de enero de 1962) es una popular autora galesa contemporánea que publica casi exclusivamente en lengua galesa. Es una escritora prolífica, con 17 títulos publicados en la última década. Aunque no es solo una escritora de ficción, ha escrito novelas para adolescentes y estudiantes de galés, aunque la mayor parte de su obra reciente ha sido para adultos.
Se graduó en francés en la Universidad de Aberystwyth y en 1985 ganó la corona en el Urdd Eisteddfod. Tras haber vivido durante períodos en lugares tan diversos como Bethesda, Cardiff, Nigeria y Francia, ha regresado a Rhydymain, muy cerca de sus raíces infantiles.
Creció en Brithdir, cerca de Dolgellau, en el norte de Gales, y al pasar a la escuela secundaria asistió a Ysgol y Gader, en Dolgellau.

## Fondo profesional
Antes de alcanzar el éxito como autor, Gwanas trabajó como profesora, fue subdirectora del Centro Urdd de Glan-llyn, cerca de Bala), y también, asistente de investigación y productora en Radio Cymru.
En 2003 dejó su trabajo como promotora literaria en el Consejo de Gwynedd para concentrarse a tiempo completo en su escritura.
Su segundo libro, un relato de sus experiencias mientras trabajaba con VSO en Nigeria, se publicó en 1997. ¡Desde entonces, sus obras se han emitido en la radio y la televisión, y su primer libro Amdani! (¡Adelante!), una novela sobre un equipo de rugby femenino, inspiró seis series en S4C. Gwanas escribió todas las series menos las tres últimas. Tras el éxito de Amdani, también escribió una obra de teatro (escrita con Script Cymru, y que incluye música y canciones), cuya publicidad describe como "Sexo, barro y rugby desde una perspectiva femenina". Por ello, Script Cymru recibió un importante premio ACW de desarrollo del público para trabajos en lengua galesa.
Ha ganado dos premios anuales Tir na n-Og de ficción infantil en lengua galesa (por Llinyn Trôns en 2001 y Sgôr en 2003). Este premio lo concede anualmente el Consejo del Libro de Gales.
Su novela Hi yw fy Ffrind (Ella es mi amiga) fue preseleccionada para el Llyfr y Flwyddyn (Libro del Año) en 2005. Ceri Grafu es su primera novela producida como libro de audio comercial, pero muchas de las otras están disponibles en formato de audio a través del servicio de bibliotecas de Gwynedd.
Es conocida por su estilo informal de escritura, y sus novelas para adultos contienen a menudo elementos sexuales que no suelen asociarse a la literatura galesa. Sus novelas también se basan en algunas de sus propias experiencias, como cuando trabajaba en una biblioteca (como hace Blodwen Jones en esa trilogía) y sus experiencias de educación al aire libre (que aparecen en Llinyn Trôns). Se niega a responder a la pregunta de hasta qué punto son autobiográficos los elementos de la infancia de Hi yw fy Ffrind.
También se ha ganado la reputación de ser la Michael Palin galesa tras sus dos series de S4C Ar y Lein (En la línea) y Ar y Lein Eto (En la línea de nuevo), en las que dio la vuelta al mundo en dos ocasiones (aunque no de forma continuada, ya que volvió a casa durante las pausas del rodaje). En la primera serie (2004) siguió la línea de latitud 52º norte, y en la segunda (2006) la línea de longitud 5º oeste. Estas líneas específicas de latitud y longitud se eligieron porque pasan por Gales. En ocasiones, sus viajes la llevaron necesariamente fuera de estas líneas por razones geográficas o políticas, y en ocasiones también se hicieron variaciones por interés. Llevó un diario de estos dos viajes, que posteriormente se publicó para acompañar a la serie de televisión. Sus viajes se caracterizan por el enamoramiento de lugares a los que le gustaría volver algún día.
Desde hace algunos años escribe una columna semanal en Yr Herald Cymraeg, que ahora se publica sólo los miércoles como apéndice de The Daily Post del norte de Gales. Sus artículos son conocidos por su franqueza y honestidad, y revelan gran parte de la vida privada de Gwanas. Algunos de estos artículos también se han publicado como recopilaciones, concretamente como Byd Bethan (El mundo de Bethan) (agotado) y como Mwy o Fyd Bethan (Más del mundo de Bethan).
Gwanas fue uno de los 10 colaboradores del libro Y Mynydd Hwn (En esta montaña), publicado en 2002, también disponible en inglés. Se trata de un volumen de fotografías y ensayos sobre las montañas de Gales. Gwanas escribe sobre Cadair Idris, la montaña que tiene a su puerta.
Gwanas participa regularmente en S4C y Radio Cymru, así como en eventos y talleres literarios en todo Gales. Ha escrito obras para la radio y también para el teatro, incluida una adaptación de Stags and Hens (de Willy Russell) al galés para la compañía de teatro Fran Wen, y una adaptación (en inglés) de Peter Pan para escuelas primarias a través del departamento de educación de la BBC.
Cuando se le preguntó qué tres palabras la describían mejor, respondió "Brwdfrydig, Prysur, Aflonydd" (entusiasta, ocupada, inquieta).
Nombra a sus autores favoritos en lengua galesa como Gareth F. Williams, Manon Steffan Ros, Islwyn Ffowc Elis y Geraint V Jones, y a sus autores favoritos en lengua inglesa como Roddy Doyle, Isabel Allende, JK Rowling y Barbara Kingsolver.
En febrero de 2009 apareció en el segundo episodio de Britain's Best Drives hablando de la lengua galesa con el presentador, el actor Richard Wilson, en Caernarfon.

## Títulos publicados
| Título                                               | Notas |
| ---------------------------------------------------- | --- |
| Amdani! (1997) publicó bajo el nombre 'Bethan Evans' | Escrito con la ayuda de un bursary del Consejo de Artes de Gales; engendrado seis serie de televisión & un juego de etapa' |
| Dyddiadur Gbara (1997)                               | El diario de sus 2 años en Nigeria con VSO. |
| Bywyd Blodwen Jones (1999)                           | El primer en el Blodwen Jones trilogía ; todo 3 libros son en el Nofelau Nawr serie para adulto estudiantes galeses |
| Llinyn Trôns (2000)                                  | Tir na n-Og Ganador de premio ; ahora incluido en el galés GCSE syllabus como "texto literario contemporáneo" |
| Blodwen Jones un'r Aderyn Prin (2001)                | El segundo libro en el Blodwen Jones trilogía |
| Popeth Soy ... Gariad (2001)                         | Una adaptación galesa de "Soportar Amor" por Peter Corey |
| Sgôr (2002)                                          | co-Escrito con un grupo de adolescentes de Ysgol Dyffryn Teifi, Llandysul, después de una competición estuvo lanzada en el Uned 5 programa de televisión para encontrar un grupo de personas jóvenes para trabajar con Bethan en este "Nofel-T" proyecto ; Tir na n-Og ganador de premio. |
| Byd Bethan (2002)                                    | Recopilación de artículos de columna del diario; también grabado por Bethan como un RNIB Hablando Libro |
| Tri Chynnig i Blodwen Jones (2003)                   | El último libro en el Blodwen Jones trilogía |
| Ceri Grafu (2003)                                    | En el Bolígrafo Dafad serie para adolescentes |
| Gwrach y Gwyllt (2003)                               | Escrito con la ayuda de un bursary del Consejo de Artes de Gales |
| Ar y Lein (2004)                                     | Acompaña la serie de viaje de la televisión |
| Hola yw fy Ffrind (2004)                             | Logrado el shortlist para Llyfr y Flwyddyn (Libro del Año) en 2005 ; en octubre 2007 sea además emitido en un formato nuevo como guión, y conteniendo actividades para alumnado escolar secundario en Etapas Claves 3 & 4.                                                                |
| Mwy o Fyd Bethan (2005)                              | Segunda recopilación de artículos de columna del diario |
| Bolígrafo Dafad (2005)                               | En el Bolígrafo Dafad serie para adolescentes |
| Hola oedd fy Ffrind (2006)                           | Secuela a Hola yw fy Ffrind |
| Ar y Lein Eto (2006)                                 | Acompaña el 2.º viaje de televisión serie |
| Os Mêts (2007)                                       | Novela corta en el Stori Sydyn (Un Rápidamente Leído) serie, una serie apuntada en adultos quiénes no son lectores seguros, o quiénes lo encuentran difíciles de abrir un libro. |
| Y Gwledydd Bychain (2008)                            | Otro en el Stori Sydyn serie ; esto es un más factual comparación de países pequeños @– el País Vasco, Brittany, Noruega y Gales, y un seguir hasta sus programas radiofónicos en el tema.                                                                                                |
| Ar y Lein Eto Fyth (2008)                            | Acompaña el 3.º viaje de televisión serie |
| Ramboy (2009)                                        | Una adaptación inglesa de 'Bolígrafo Dafad', apuntado en chicos adolescentes más jóvenes |
| Dwy Stori Hizo daño Bost (2010)                      | Apuntado en adolescentes jóvenes, por quien lo estuvo inspirado |
| Yn Ôl i Gbara (2010)                                 | Una secuela a "Dyddiadur Gbara", diciendo la historia de su visita de regreso a África. Esto era también el tema de un documental de televisión. |
| Hanas Gwanas (2012)                                  | Una autobiografía |
| Llwyth (2013)                                        | En el Mellt (Relámpago) serie, un novel aproximadamente cuatro tribus diferentes que luchan para su identidad, pero quiénes tienen que unir contra un enemigo común. |
| Bryn y Crogwr (2015)                                 | Otro en el Stori Sydyn serie ; un semi-novela histórica con enlaces a Owain Glyndŵr |
| Yo Botany Bahía (2015)                               | Un fictional la novela histórica basó encima transporte a Australia |
| Coeden Cadi (2015)                                   | Un libro ilustrado para niños, leyendo edad 5 - 8 |
| Cadi Dan y Dŵr (2017)                                | Un libro ilustrado para niños, leyendo edad 5 - 8 |
| Efa (2017)                                           | El primer en una trilogía llamada 'Cyfres y Melanai' |
| Y Diffeithwch Du (2018)                              | El segundo en el 'Cyfres y Melanai' serie |
| Yn ei Gwsg (2018)                                    | Una historia para estudiantes galeses |
| Edenia (2019)                                        | El tercer en el 'Cyfres y Melanai' serie |
| Merch y Gwyllt (2020)                                | Una secuela a Gwrach y Gwyllt |

- Su cuento Gwlad y Gwalltiau Gwyllt estuvo publicado en Stori Cyn Cysgu (2005), una colección por nueve autores y cuatro ilustradores de bedtime historias para niños jóvenes. También contribuya una historia a la secuela, Stori Cyn Cysgu: 2 (2008).
- Contribuya dos cuentos a Tinboeth (2007), una colección de 10 erotic historias por nueve autores hembra galeses prominentes. El libro él no identifica qué historias estuvieron escritas por quien, y a pesar de que Gwanas habría sido feliz de poner su nombre a su trabajo, no todos los colaboradores eran dispuestos de hacer tan.[4] Las dos historias Pierden Huws y Dan y dŵr es unmistakably Gwanas trabajo. [La cita necesitada] A pesar de que ningún crédito está dado en el libro, ella también actuado tan editor para esta colección de historias. Edite la secuela, Tinboethach (2008), aun así no contribuyó cualesquier historias a esto.
- Contribuya un elemento a Cofio Grav, un volumen de tributo de poemas y ensayos a Ray Gravell, el jugador de rugbi galés, quién murió de repente en 2007.
- Contribuya a Honco! (2009), una recopilación de las historias para niños envejecieron 9@–11.
- Contribuya un elemento a Nain/Mam-gu (2010), una recopilación sobre abuelas.

La siguiente tabla clasifica sus títulos publicados por género (por orden de publicación):
| Novelas para adultos | Novelas para adolescentes | Novelas para niños jóvenes | Novelas para estudiantes de adulto | No-ficción         |
| -------------------- | ------------------------- | -------------------------- | ---------------------------------- | ------------------ |
| Amdani!              | Llinyn Trôns              | Coeden Cadi                | Bywyd Blodwen Jones                | Dyddiadur Gbara    |
| Gwrach y Gwyllt      | [Popeth Soy ... Gariad]   | Cadi Dan y Dŵr             | Blodwen Jones un'r Aderyn Prin     | Byd Bethan         |
| Hola yw fy Ffrind    | Sgôr                      |                            | Tri Chynnig i Blodwen Jones        | Ar y Lein          |
| Hola oedd fy Ffrind  | Ceri Grafu                |                            | Yn ei Gwsg                         | Mwy o Fyd Bethan   |
| Os Mêts              | Bolígrafo Dafad / Ramboy  |                            |                                    | Ar y Lein Eto      |
| Bryn y Crogwr        | Dwy Stori Hizo daño Bost  |                            |                                    | Y Gwledydd Bychain |
| I Botany Bahía       | Gwyllt                    |                            |                                    | Yn Ôl i Gbara      |
| Merch y Gwyllt       | Efa                       |                            |                                    | Hanas Gwanas       |
|                      | Y Diffeithwch Du          |                            |                                    |                    |
|                      | Edenia                    |                            |                                    |                    |

## Antecedentes familiares
El verdadero apellido de Gwanas es Evans. Toma el nombre "Gwanas" (al igual que su padre) de la granja de ese nombre, construida en 1838.
Los abuelos de Gwanas vivieron en "Gwanas" desde 1947 hasta 1971, cuando su abuelo decidió trasladarse a la cercana ciudad de Dolgellau. En 1971, cuando ella tenía nueve años, sus padres se mudaron, habiendo vivido previamente en Dolserau Terrace, Brithdir, y antes en una caravana detrás de la granja. De niña, Gwanas compartía la habitación del ático con sus dos hermanas, ya que las otras habitaciones se utilizaban para los huéspedes del bed and breakfast.
En 2006 su hermano Geraint y su familia se hicieron cargo de Gwanas.
Su padre, Tom Evans, barítono, ha ganado dos veces el Rhuban Glas (Cinta Azul) en el Eisteddfod Nacional, y ha cantado en lugares de todo el mundo, incluida la Ópera de Sydney. Ha publicado dos álbumes, titulados Ave Maria y Encore, que incluyen canciones grabadas en varios idiomas europeos.